# Cate Blanchett
Catherine Élise Blanchett (ur. 14 maja 1969 w Melbourne) – australijska aktorka filmowa i teatralna. Zajmuje się również reżyserią teatralną. Laureatka dwóch Oscarów: za drugoplanową rolę w filmie Aviator (2004) oraz pierwszoplanową w Blue Jasmine (2013). Wystąpiła też jako Galadriela w trylogiach Władca Pierścieni i Hobbit oraz Hela w Thor: Ragnarok.

## Życiorys
Urodziła się w Ivanhoe na przedmieściach Melbourne. Jest córką June – australijskiej nauczycielki, i Roberta – amerykańskiego oficera U.S. Navy, który zmarł na zawał serca, kiedy Cate miała 10 lat. Ma starszego brata Boba i młodszą siostrę Genevieve. Studiowała ekonomię i sztukę na Uniwersytecie w Melbourne. W wieku 18 lat wyjechała do Egiptu, gdzie po raz pierwszy pojawiła się jako statystka w filmie Kaboria. Po powrocie do Australii przeniosła się do Sydney, gdzie ukończyła studia w Narodowym Instytucie Teatralnym.
Początkowo grała w teatrze, pierwszą ważną rolę zagrała w 1993 u boku Geoffreya Rusha w sztuce Oleanna Davida Mameta. Jej pierwszą ważną rolą filmową była rola Elżbiety I w filmie Elizabeth (1998), za którą zdobyła Złoty Glob, BAFT-ę oraz nominację do Oscara. W 1999 była nominowana do BAFT-y za rolę w filmie Utalentowany pan Ripley. W trylogii filmowej Petera Jacksona Władca Pierścieni zagrała Galadrielę.
W 2005 zdobyła Oscara w kategorii najlepsza aktorka drugoplanowa za rolę Katharine Hepburn w filmie Aviator. Uczyniło ją to pierwszą w historii laureatką Oscara, która zagrała osobę nagrodzoną tą samą nagrodą. Za rolę u boku Judi Dench w filmie Notatki o skandalu (2006) zdobyła kolejną nominację do Oscara. W 2007 zagrała w filmach I’m Not There. Gdzie indziej jestem i Elizabeth: Złoty wiek, zdobywając kolejne nominacje do Nagrody Akademii Filmowej. W 2008 aktorka została wyróżniona gwiazdą w Hollywood Walk of Fame. W 2014 zdobyła drugiego Oscara, za pierwszoplanową rolę w filmie Blue Jasmine.
Przewodniczyła jury konkursu głównego na 71. MFF w Cannes (2018) oraz na 77. MFF w Wenecji (2020) oraz komisji jurorskiej w konkursie głównym festiwalu 32. Energa Camerimage w Toruniu (2024).

## Życie prywatne
Jej mężem jest scenarzysta Andrew Upton. Mają trzech synów: Dashiela (ur. 2001), Romana (ur. 2004) oraz Ignatusa Martina (ur. 2008). W 2015 adoptowali dziewczynkę (Edith Vivian Patricia).

## Filmografia

### Filmy fabularne

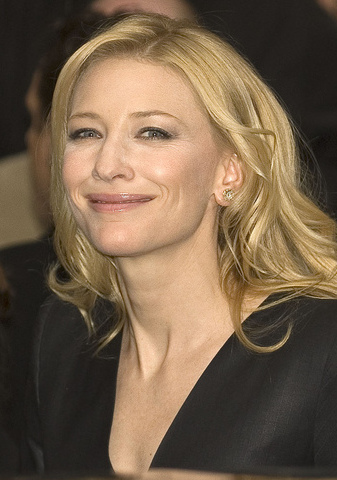
Blanchett (2005)

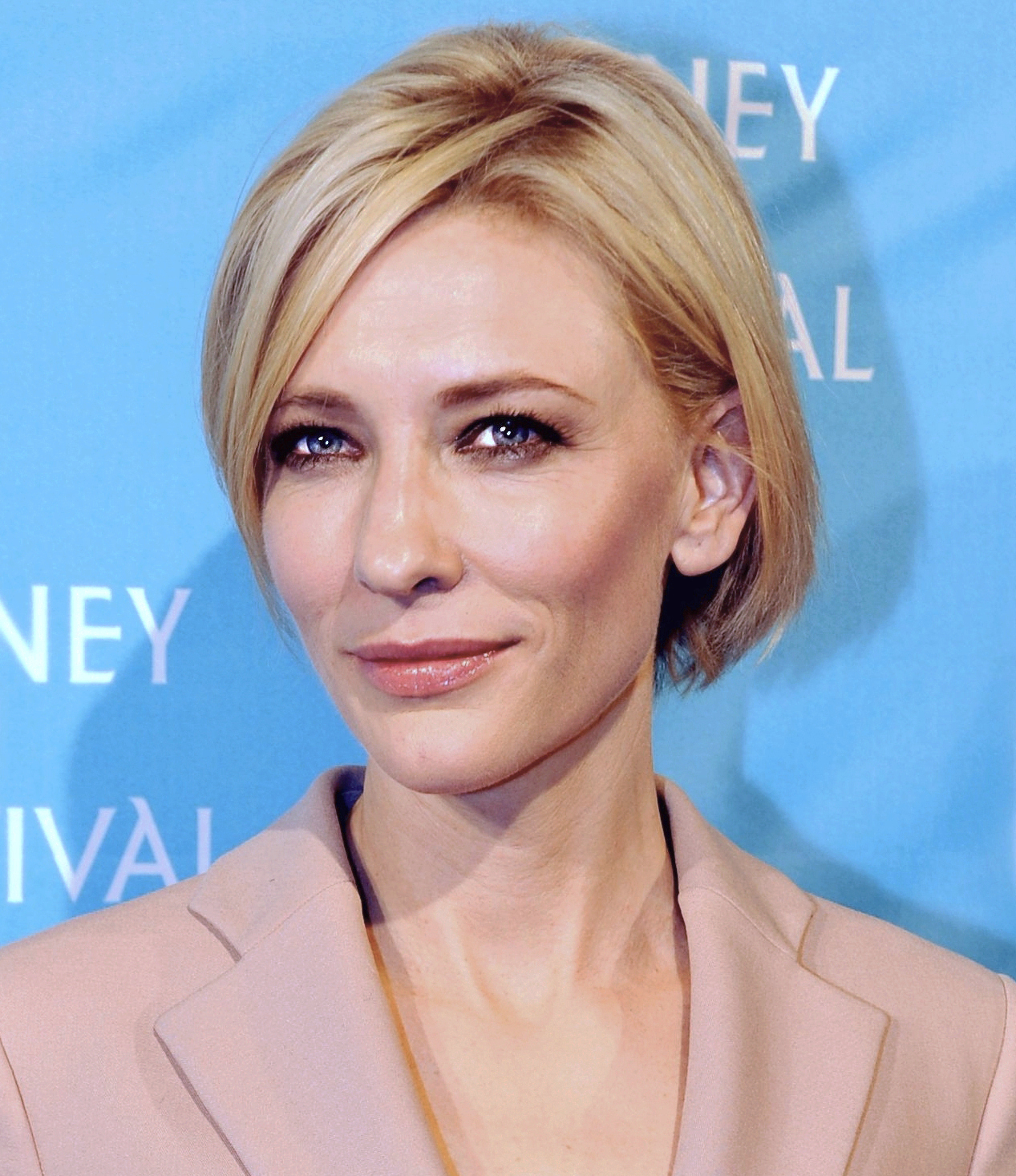
Blanchett (2011)

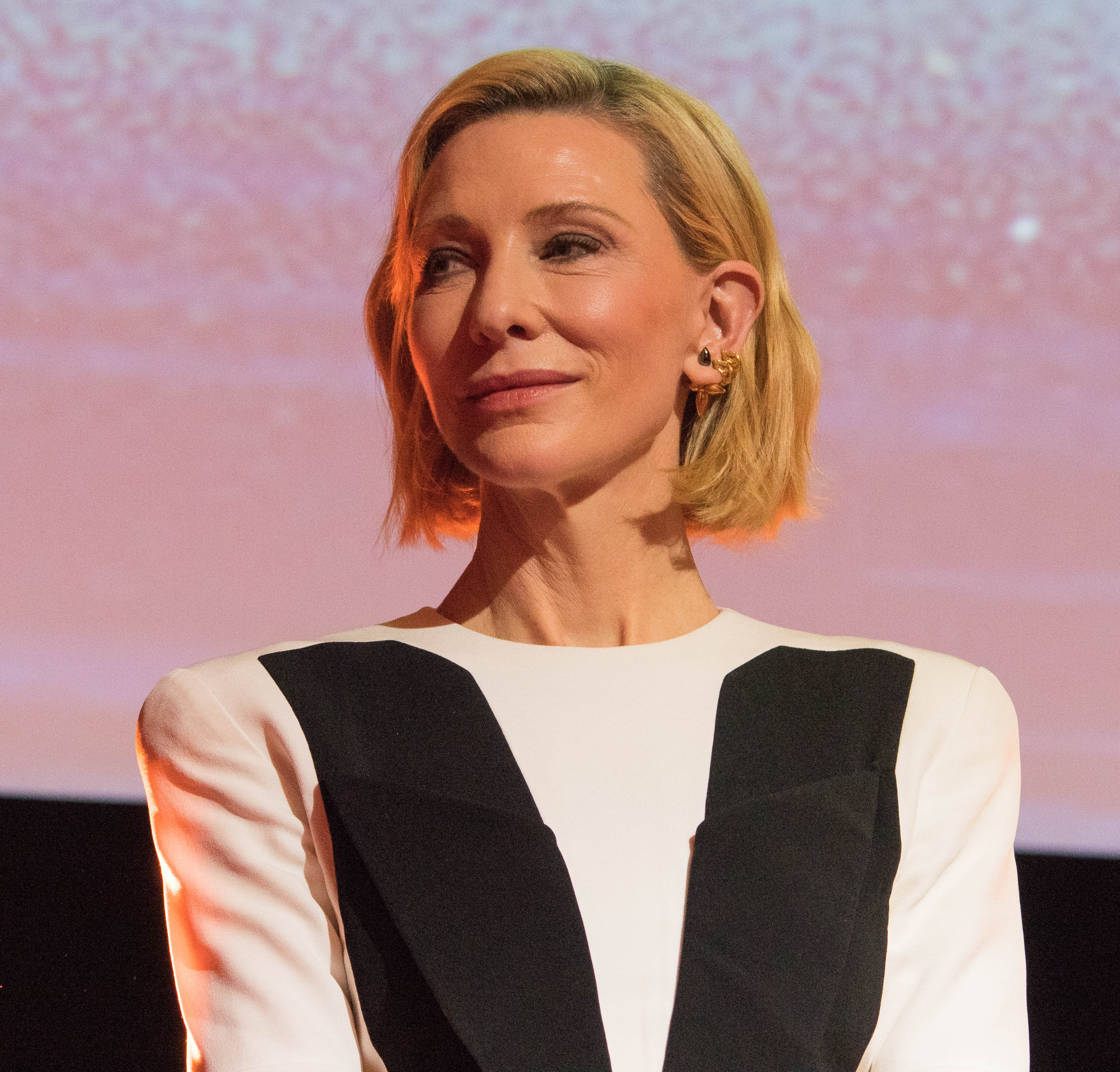
Blanchett na Camerimage (2024)

- 1994: Police Rescue: The Movie jako Vivian
- 1996: Parklands jako Rosie
- 1997: Dzięki Bogu spotkał Lizzie (Thank God He Met Lizzie) jako Lizzie
- 1997: Oskar i Lucinda (Oscar and Lucinda) jako Lucinda Leplastrier
- 1997: Rajska droga (Paradise Road) jako Susan Macarthy
- 1998: Elizabeth jako Elżbieta I
- 1999: Bangers jako Julie-Anne
- 1999: Idealny mąż (An Ideal Husband) jako Gertrude Chiltern
- 1999: Utalentowany pan Ripley (The Talented Mr. Ripley) jako Meredith Logue
- 1999: Zmęczenie materiału (Pushing Tin) jako Connie Falzone
- 2000: Człowiek, który płakał (The Man Who Cried) jako Lola
- 2000: Dotyk przeznaczenia (The Gift) jako Annie Wilson
- 2001: Charlotte Gray jako Charlotte Gray
- 2001: Kroniki portowe (The Shipping News) jako Petal Bear
- 2001: Władca Pierścieni: Drużyna Pierścienia (The Lord of the Rings: The Fellowship of the Ring) jako Galadriela
- 2001: Włamanie na śniadanie (Bandits) jako Kate Wheeler
- 2002: Niebo (Heaven) jako Philippa
- 2002: Władca Pierścieni: Dwie wieże (The Lord of the Rings: The Two Towers) jako Galadriela
- 2003: Kawa i papierosy (Coffee and Cigarettes) jako Cate/Shelly
- 2003: Veronica Guerin jako Veronica Guerin
- 2003: Władca Pierścieni: Powrót króla (The Lord of the Rings: The Return of the King) jako Galadriela
- 2003: Zaginione (The Missing) jako Maggie Gilkeson
- 2004: Aviator (The Aviator) jako Katharine Hepburn
- 2004: Podwodne życie ze Steve’em Zissou (The Life Aquatic with Steve Zissou) jako Jane Winslett-Richardson
- 2005: Historie zagubionych dusz (Stories of Lost Souls) jako Julie-Anne
- 2005: Płotka (Little Fish) jako Tracy Heart
- 2006: Babel jako Susan
- 2006: Dobry Niemiec (The Good German) jako Lena Brandt
- 2006: Notatki o skandalu (Notes on a Scandal) jako Sheba Hart
- 2007: Elizabeth: Złoty wiek (Elizabeth: The Golden Age) jako Elżbieta I
- 2007: Hot Fuzz – Ostre psy (Hot Fuzz) jako Jeanine (niewymieniona w czołówce)
- 2007: I’m Not There. Gdzie indziej jestem jako Bob Dylan / Jude
- 2008: Ciekawy przypadek Benjamina Buttona (The Curious Case of Benjamin Button) jako Daisy
- 2008: Indiana Jones i Królestwo Kryształowej Czaszki (Indiana Jones and the Kingdom of the Crystal Skull) jako Irina Spalko
- 2008: Ponyo (Gake no ue no Ponyo) jako Gran Mamare (głos w wersji angielskiej)
- 2010: Robin Hood jako Marion Loxley
- 2011: Hanna jako Marissa Wiegler
- 2011: The Last Time I Saw Michael Gregg
- 2012: A Cautionary Tail jako narrator
- 2012: Hobbit: Niezwykła podróż (The Hobbit: An Unexpected Journey) jako Galadriela
- 2013: Blue Jasmine jako Jeanette „Jasmine” Francis
- 2013: Hobbit: Pustkowie Smauga (The Hobbit: The Desolation of Smaug) jako Galadriela
- 2013: The Galapagos Affair: Satan Came to Eden jako Dore Strauch (głos)
- 2013: The Turning jako Gail Lang
- 2014: Obrońcy skarbów (The Monuments Men) jako Claire Simone
- 2014: Jak wytresować smoka 2 (How to Train Your Dragon 2) jako Valka (głos)
- 2014: Hobbit: Bitwa Pięciu Armii (The Hobbit: The Battle of the Five Armies) jako Galadriela
- 2015: Kopciuszek (Cinderella) jako lady Tremaine
- 2015: Carol jako Carol Aird
- 2015: Rycerz pucharów (Knight of Cups) jako Nancy
- 2015: Niewygodna prawda (Truth) jako Mary Mapes
- 2016: Voyage of Time jako narrator
- 2017: Song to Song jako Amanda
- 2017: Thor: Ragnarok jako Hela
- 2018: Ocean’s 8 jako Lou
- 2018: Zegar czarnoksiężnika jako pani Zimmerman
- 2018: Mowgli: Legenda dżungli jako Kaa (głos)
- 2019: Jak wytresować smoka 3 (How to Train Your Dragon 3) jako Valka (głos)
- 2019: Gdzie jesteś, Bernadette? jako Bernadette
- 2021: Nie patrz w górę jako Brie Evantee
- 2021: Zaułek koszmarów (Nightmare Alley) jako Lilith Ritter
- 2022: Tár jako Lydia Tár
- 2023: Nowy (The New Boy) jako Eileen
- 2024: Pogłoski (Rumours) jako Hilda Ortmann
- 2024: Borderlands jako Lilith
- 2025: Szpiedzy (Black Bag) jako Kathryn St. Jean

### Seriale telewizyjne
- 1993: Police Rescue jako pani Haines
- 1994: Heartland jako Elizabeth Ashton
- 1994: G.P. jako Janie Morris
- 1995: Bordertown jako Bianca
- 2012: Głowa rodziny (Family Guy) jako Penelope / królowa Elżbieta (głos)
- 2014: Rake jako Clarice Greene
- 2020: Bezpaństwowcy jako Pat Masters
- 2020: Mrs. America jako Phyllis Schlafly
- 2025: Squid Game

## Nagrody
- Nagroda Akademii Filmowej
  - Najlepsza aktorka pierwszoplanowa: 2014 Blue Jasmine
  - Najlepsza aktorka drugoplanowa: 2004 Aviator
- Złoty Glob
  - Najlepsza aktorka w filmie dramatycznym: 1998 Elizabeth
  - Najlepsza aktorka w filmie dramatycznym: 2023 Tár
  - Najlepsza aktorka drugoplanowa: 2007 I’m Not There. Gdzie indziej jestem
  - Najlepsza aktorka w filmie dramatycznym: 2014 Blue Jasmine
- Nagroda BAFTA
  - Najlepsza aktorka pierwszoplanowa: 1999 Elizabeth
  - Najlepsza aktorka drugoplanowa: 2005 Aviator
  - Najlepsza aktorka pierwszoplanowa: 2023 Tár[6]
  - Najlepsza aktorka pierwszoplanowa: 2014 Blue Jasmine
- Nagroda Gildii Aktorów Ekranowych
  - Najlepsza aktorka drugoplanowa: 2005 Aviator
  - Najlepsza obsada filmowa: Władca Pierścieni: Powrót króla
- Critics’ Choice
  - Najlepsza aktorka: 2023 Tár[6]
  - Najlepsza aktorka: 2013 Blue Jasmine
  - Najlepsza aktorka: 1998 Elizabeth
- Satelity
  - Najlepsza aktorka w miniserialu, serialu limitowanym lub filmie telewizyjnym: 2020 Mrs. America
  - Najlepsza aktorka: 2013 Blue Jasmine
  - Najlepsza aktorka w dramacie: 1998 Elizabeth
- Amerykańskie Stowarzyszenie Krytyków Filmowych
  - Najlepsza aktorka: 2022 Tár[6]
  - Najlepsza aktorka 2013 Blue Jasmine
  - Najlepsza aktorka drugoplanowa: 2007  I’m Not There. Gdzie indziej jestem